# ویلا هیرکا (کاجامبو)
ویلا هیرکا (به اسپانیایی: Waylla Hirka) یک کوه در پرو است که در Peru, Lima Region, Cajatambo Province واقع شده‌است. ویلا هیرکا ۴٬۸۰۰ متر بالاتر از سطح دریا واقع شده‌است.